# Колягин, Юрий Михайлович
Юрий Михайлович Колягин (25 апреля 1927, Красноярск — 7 ноября 2016, Москва) — российский математик-педагог, член-корреспондент Академии педагогических наук СССР (1985), академик Российской академии образования (1993), заслуженный учитель (1987), заслуженный деятель науки РФ (2002). Награждён медалью К. Д. Ушинского, знаками Отличник народного просвещения РСФСР, Отличник народного просвещения СССР, медалью «В память 850-летия г. Москвы».

## Биография
Ю. М. Колягин родился в Красноярске. Окончил физико-математический факультет Московского областного педагогического института, аспирантуру МОПИ (1959). Под руководством проф. И. К. Андронова защитил кандидатскую диссертацию по теме: «О реформе математического образования и новой постановке преподавания арифметики в средней школе». в 1977 году защитил докторскую диссертацию по теме: «Роль и место задач в обучении математике и развитии мышления школьников». С 1980 года профессор. Работал в средних школах Москвы и Московском областном педагогическом институте, с 1971 работает в НИИ школ Минпроса РСФСР (с 1975 — зам. директора по науч. работе). Основные труды посвящены постановке задач в процессе обучения математике в средних школах. Автор и соавтор учебников и учебных пособий по математике и методике её преподавания для учащихся средних школ, техникумов и студентов педвузов.
С 1953 по 1959 гг. — учитель математики средней школы в селе Борисово (Московской обл.). С 1960 г. по 1970 г. — учитель математики средней школы № 352 г. Москвы и одновременно доцент кафедры высшей алгебры, элементарной математики и методики математики МОПИ. С 1971 г. — в НИИ школ МП РСФСР, зав. сектором обучения математики; 1975—1990 гг. — заместитель директора по научной работе; с 1990 г.- главный научный сотрудник НИИ ОО МО (теперь ФИРО Минобрнауки).
Ю. М. Колягин — один из авторов программ и учебников математики для средней школы и для учащихся техникумов, студентов педагогических институтов и учителей. В методических работах Ю. М. Колягина представлены различные методы изучения в школе ведущих математических понятий, освещён российский и зарубежный опыт; разработана методика обучения математике на «задачах», в том числе оригинальная методическая модель дестандартизации учебных задач, которая позволяет учителю на базе любой задачи самостоятельно конструировать её аналог, имеющий поисковый или проблемный характер. Школьные учебники математики для 7-11 классов, подготовленные при его участии, действуют в средних школах России с 1978 года по настоящее время. С 2003 года реализуется концепция создания учебно-методических комплексов для средней общеобразовательной школы с компьютерной поддержкой (на примере Электронного образовательного комплекса по математике для 5-6 кл.).

Ю. М. Колягин подготовил более 30 учеников, кандидатов и докторов наук.
Колягиным Ю. М. (кроме школьных учебников) опубликовано более 300 научных и методических работ, в том числе: «Основные понятия школьного курса математики» (1975), «Задачи в обучении математике» (1977), «Методика преподавания математики» (1977, 1980), «Математика. Алгебра и элементарные функции. Часть 1» (1999), «Алгебра и начала анализа. 10-11 классы» (1999, 2002), «Математика. Учебное пособие для гуманитарных 10-11 классов средней школы» (2001), «Русская школа и математическое образование» (2001), «Математика для техникумов» (3 изд., 2005).Многие его работы переведены на иностранные языки. Совместно с методистами Болгарии опубликована методика обучения математике для болгарских учителей (1993, 1995);совместно с методистом Южной Кореи там опубликовано пособие «Обучение решению задач»(2003).

## Из библиографии

### Книги
- Математики-педагоги России. Забытые имена / Ю. М. Колягин, О. А. Саввина ; Минобрнауки РФ, Елец. гос. ун-т им. И. А. Бунина, Орлов. гос. ун-т, Калуж. гос. пед. ун-т им. К. Э. Циолковского; под ред. В. П. Кузовлева, Ф. С. Авдеева, Ю. А. Дробышева. — Елец : Елец. гос. ун-т им. И. А. Бунина, 2006. — 21 см.
  - Филипп Васильевич Филиппович. — 2006. — 90 с. : ил., портр.; ISBN 5-94809-158-9
  - Осип (Иосиф) Иванович Сомов. — 2008. — 44 с. : портр.; ISBN 978-5-94809-300-0
  - Николай Васильевич Бугаев. — 2009. — 276 с. : ил., портр.; ISBN 978-5-94809-367-3
- Колягин Ю. М., Саввина О. А., Тарасова О. В. Русская школа и математическое образование: наша гордость и наша боль. Орёл: Картуш, 2007.
  - Ч. 1: От древнейших времён до XX века. — 307 с. : ил., портр., табл.; ISBN 978-5-9708-0084-3,
  - Ч. 2: Первая половина XX века. — 243 с.; ISBN 978-5-9708-0086-7,
  - Ч. 3: Вторая половина XX века и начало XXI века. — 2007. — 273 с. ISBN 978-5-9708-0094-2.
- Колягин Ю. М., Саввина О. А. Бунт российского министерства и отделения математики АН СССР (Материалы по реформе школьного математического образования 1960—1970-х гг.). Елец: ЕГУ им. И. А. Бунина, 2012. 153 с.

### Статьи
- Колягин Ю. М. О функциональных уравнениях // Математика в школе. — 1959.- № 5.
- Колягин Ю. М. Обобщение периодичности и его некоторые приложения // Математика в школе. — 1960. — № 5.
- Колягин Ю. М. О сборнике арифметических задач // Математика в школе. — 1963. — № 1.
- Колягин Ю. М. О повышении роли теории в преподавании арифметики в средней школе // Учёные записки кафедры методики математики МОПИ им. Н. К. Крупской. 1963. Т. CXXXII.
- Колягин Ю. М. Французские учебники арифметики для школ 2-й ступени // Учёные записки кафедры методики математики МОПИ им. Н. К. Крупской. 1963. Т. CXXXII
- Колягин Ю. М. К вопросу о перестройке преподавания арифметики в 4-м классе // Начальная школа. — 1963. — № 9.
- Колягин Ю. М. Решение арифметических задач при помощи диаграмм // Математика в школе. — 1964. — № 1.
- Андронов И. К., Колягин Ю. М. Движение за реформу математического образования // Народное образование. — 1967. — № 2.
- Колягин Ю. М. Натуральные числа и действия над ними // Начальная школа. — 1969. — № 3.
- Колягин Ю. М. Функции задач в обучении математике и развитии мышления школьников // Советская педагогика. — 1974. — № 6.
- Колягин Ю. М. Задачи в обучении математике. М.: Просвещение, 1977.
- Колягин Ю. М., Оганесян В. А. Учись решать задачи. М.: Просвещение, 1980.
- Колягин Ю. М., Пикан В. В. О прикладной и практической направленности обучения математике // Математика в школе. — 1985. — № 6.
- Колягин Ю. М. Размышления о некоторых педагогических и методических проблемах школы // Математика в школе. — 1988. — № 5.
- Луканкин Г. Л., Колягин Ю. М., Короткова Л. М. О прикладной и практической направленности обучения математике // Народное образование. — 1988. — № 12.
- Колягин Ю. М. Познакомьтесь с японской школой // Начальная школа. — 1989. — № 6.
- Колягин Ю. М., Ткачёва М. В., Фёдорова Н. Е. Профильная дифференциация обучения математике // Математика в школе. — 1990. — № 4. — С.21-27.
- Колягин Ю. М., Тарасова О.В. О содержании математической подготовки будущего учителя начальных классов. // Начальная школа. — 1995. — № 7. — С. 60-63.
- Колягин Ю. М., Тарасова О. В. Наглядная геометрия в начальных классах. // Начальная школа. — 1996. — № 9. — С.70-73.
- Колягин Ю. М., Тарасова О. В. Наглядная геометрия: её роль и место, история возникновения. // Начальная школа. — 2000. — № 4. — С.104-110.
- Колягин Ю. М. Русская школа и математическое образование: наша гордость и наша боль. М.: Просвещение, 2001.
- Колягин Ю. М., Короткова Л. М., Савинцева Н. В. О новых пособиях рассказывают их авторы [об учебнике для V кл.] // Математика в школе. — 2002. — № 4. — С. 75-77.
- Колягин Ю. М., Саввина О. А., Тарасова О. В. Организация народного образования во второй половине XVIII века. //Начальная школа. — 2003. — № 8. — С. 45-48.
- Колягин Ю. М., Тарасова О. В. Неординарное явление в области учебной литературы. // Математика в школе. — 2004.- № 2. — С. 77-78.
- Колягин Ю. М., Саввина О. А., Тарасова О. В. Организация народного образования в России. Первая половина XIX века.//Начальная школа. — 2004. — № 4. — С.120-128.
- Колягин Ю. М., Тарасова О. В. Двойной юбилей — журнала и учёного. //Математика в школе. — 2004.- № 5. — С.5-7.
- Колягин Ю. М. Школьный учебник математики: вчера, сегодня, завтра // Математическое образование. — 2006. — № 3 (38). С.2-8
- Колягин Ю. М., Саввина О. А., Малютин А. А. «Арифметика» Н. В. Бугаева // Математика в школе. — 2009. — № 9. — С. 59-65.
- Колягин Ю. М., Саввина О. А. Дмитрий Фёдорович Егоров: Путь учёного и христианина. — М.: Изд-во ПСТГУ, 2010. — 302 с.
- Колягин Ю. М., Саввина О. А. Учебник и школьная программа: как всё начиналось // Математика в школе. — 2013. — № 6. — С.58-68.
- Саввина О. А., Колягин Ю. М. О вкладе русских офицеров в развитие отечественного математического образования // Математика в школе. — 2016. — № 2. — С.48-54.

## Учебники
- Алгебра для 7 кл. общеобразовательных учреждений, 18-е изд. (дополненное и переработанное). М.: Просвещение, 2011 (в соавторстве с Ш. А. Алимовым и др.)
- Алгебра. 8 класс. Учебник для общеобразовательных учреждений. М.: Просвещение, 2014 (в соавторстве с Ш. А. Алимовым и др.)
- Алгебра и начала математического анализа. 10 класс : учеб. для учащихся общеобразоват. учреждений (профильный уровень) / Ю. М. Колягин, Ю. В. Сидоров, М. В. Ткачёва, Н. Е. Фёдорова, М. И. Шабунин. 8-е изд., стер. — М., 2009.
- Алгебра и начала математического анализа. 11 класс : учеб. для общеобразоват. учреждений : базовый и профил. уровни / [Ю. М. Колягин, М. В. Ткачёва, Н. Е. Фёдорова, М. И. Шабунин]; под ред. А. Б. Жижченко. — 2-е изд. М., 2010.
- Математика: 5 класс для учащихся общеобразовательных учреждений. М.: Вентана-Граф, 2014. (в соавторстве с Л. М. Коротковой, Н. В. Савинцевой).